# 고계원
고계원(Kyewon Ko Park)은 고등과학원의 교수이자 수학자이다.

## 학력
- 1973 서울대학교 수학과 학사
- 1980.10 미국 스탠퍼드 대학교 박사

## 경력
- 1984 - 1991 미국 브린모어대 교수
- 1991 - 2014 아주대학교 수학과 교수
- 2004 한국여성수리과학회 설립
- 2005 한국여성수리과학회 초대회장[1]
- 2014 - 고등과학원 수학난제연구센터 연구교수[2]
- 2014 서울 세계수학자대회 조직위원회 부위원장[3]

## 생애
고계원 박사는 1973년 서울대학교 수학과를 졸업, 1980년 스탠퍼드 대학에서 박사학위를 받았다. 1984년 브린모어 대학교에서 종신교수직을 제안받아 부임하였고, 1991년에 가정사정으로 귀국하여 아주대학교 교수직을 맡았다. 2004년 한국여성수리과학회를 설립하고 2005년 한국여성수리과학회 초대회장으로 취임하였다. 2014년에는 서울 세계수학자대회 조직위원회 부위원장을 맡았으며, 같은 해 고등과학원의 연구교수로 부임하여 수학난제연구센터에서 에르고딕 이론을 연구하고 있다.
2005년 교육과학기술부 주관 '닮고 싶고 되고 싶은 과학기술인', 2007년 한·영 여성과학자 포럼 주관 '여성과학자 글로벌 리더'로 선정되었다.